# Megváltó-kripta
A Megváltó-kripta (olasz nyelven Cripta del Redentore) Taranto legjelentősebb római-kori emléke. A kripta egy 8 m átmérőjű barlangban található, a régi városfalakon kívül. Falait 12. századi freskók díszítik. Főoltára Jézust ábrázolja Szent János, Szűz Mária, Szent Pál és Szent István társaságában.
A 13. század után a kripta létezése feledésbe merült és csak 1899-ben fedezte fel, Luigi Viola olasz régész. 1979-ben Guglielmo Motolese tarantói érsek közbenjárásával elindították a restaurálási munkálatokat, melyek mai napig tartanak ezért a kripta nem látogatható.
A legendák szerint Péter apostol Tarantóba érkezésekor a mai kripta helyén egy pogány istent ábrázoló szobrot talált. Amikor a szobor előtt keresztet vetett és Keresztelő Szent Jánoshoz imádkozott az darabokra tört. Ezt a legendát a San Cataldo-katedrális freskói is megörökítik ezt a jelenetet.